# Francs-Créoles
L'Association des Francs-Créoles forme, au début des années 1830, une société secrète de Bourbon, une île du sud-ouest de l'océan Indien désormais connue sous le nom de La Réunion, et qui est alors une colonie française en pleine crise économique.
Fondée en 1831 dans l'habitation de Quartier Français où est né Nicole Robinet de La Serve, son initiateur, elle rassemble en quelques mois un grand nombre de planteurs de la classe moyenne créole de la Côte au Vent, voire de l'ensemble de l'île, parmi lesquels Jean-Baptiste Renoyal de Lescouble et François-Auguste Vinson. Inspiré par le carbonarisme, auquel son fondateur s'est frotté en France métropolitaine à la fin des années 1820, le mouvement compte parmi ses membres beaucoup de francs-maçons.
Les Francs-Créoles réclament une série de réformes, parmi lesquelles l'établissement de la liberté de la presse, qu'ils s'arrogent en imprimant clandestinement un titre de presse appelé Le Salazien. Ils visent en particulier la création à Bourbon d'une assemblée élue à la manière de celles qui existent alors dans les départements français. Ce faisant, leur mouvement s'oppose au gouverneur Étienne-Henri Mengin du Val d'Ailly, qui est rapidement informé de son existence, au point qu'il invite plusieurs responsables à s'expliquer lors de repas. Les Francs-Créoles finissent par obtenir gain de cause avec la création du Conseil colonial de Bourbon.

### Liens Externes
- Notices d'autorité :   - VIAF
  - BnF (données)
  - IdRef